# 雅努什·科扎克
雅努什·科扎克（波蘭語：Janusz Korczak，1878年或1879年7月22日-1942年8月5日或6日，死于特雷布林卡德国纳粹集中营），真名亨利·哥德施密特（Henryk Goldszmit），也被人称为“老医生”或“医生先生”，是一位医生、作家、记者與社会活动家，且曾经是一位波兰军官。
科扎克是一位富有创造力的教育家，出版过多本关于教育的书籍。他为儿童权利和平等付出了毕生的精力。他曾在孤儿院内设立了一座「儿童法院」，让孩子们自己解决他们之间产生的各种问题。著名瑞士心理学家讓·皮亞傑（Jean Piaget）在探访科扎克创立的孤儿院后说道：“科扎克是一位伟大的人，他有足够的勇气相信儿童和青少年，把事关重大责任的艰巨任务放在他们手里。”
科扎克创办过一本杂志《小回顾》（The Little Review），刊登孩子们寄来的文章，读者也以儿童为主。他是研究儿童心理发展的先锋。
科扎克曾宣称：自己一辈子既是波兰人，也是犹太人。

## 青年和教育
科扎克生于华沙的一家犹太家庭，父亲是身为律师的约瑟夫·哥德施密特（1844-1896），母亲是Cecylia  Gębicka(1853/4-1920)。科扎克的出生证明原件从未被发现，因此，他的出生日期一直无法确定。科扎克的父亲来自波兰卢布林地区，母亲来自波兹南地区；雅努什·科扎克的父亲和外祖父母的墓地位于华沙Okopowa大街犹太公墓。
最初，哥德施密特一家的经济状况十分不错。然而，父亲约瑟夫的精神状况每况愈下。19世纪90年代，约瑟夫被诊断为精神错乱，被送往精神病院。1896年4月26日，约瑟夫与世长辞。父亲死后，科扎克开始教书以扶持家庭。之后，科扎克通过了高中毕业考试，毕业时年龄为二十岁。
雅努什·科扎克在年少时期喜爱读书。多年后，他在日记中写道：“我陷入了读书的疯狂中，整个世界在我的眼前消失了，只有书籍留了下来。”
1898年，他考入华沙帝国大学医学部。1899年夏天，他来到了瑞士，了解到裴斯泰洛奇（Johann Heinrich Pestalozzi）的教学理论和实践活动。他在学生时代亲身接触了社会各阶层人物。他还是Le Droit Humain国际联盟的成员，该组织的目标是“联合一切因宗教而隔离的人们，追求真相，向其他人表示尊重。”

## 医生
1905年3月23日，科扎克获得医学学位。同年6月，科扎克被征入沙皇军队（波兰当时正被占领），参加了俄日战争。他来到中国哈尔滨市服役，并学习中文。1906年3月底，科扎克回到波兰华沙。1905-1912年，科扎克在一所儿童医院担任儿科医生。科扎克对工作尽职尽责，对贫困人家只收取象征费用，但对富庶人家收取较高的费用。
1907-1910/11年，科扎克游历国外，到处讲学，做义工，访问慈善机构等。他在柏林逗留了近一年时间 (1907-1908年)，在巴黎呆了四个(1910年) ，在伦敦呆了一个月 (1910 或 1911年)。 在之后的文章中，他写道“正是在伦敦的那段时间，他决定了他不要建立家庭，而是为了儿童和儿童事业奋斗。”
1904年，1907年和1908年，他在犹太和波兰儿童夏令营中工作。1906年，科扎克出版了《画室中的儿童》，得到读者和评论界的好评。从此，科扎克成为华沙知名度很高的儿科医生。1909年，他加入“孤儿救助”犹太协会。数年后，科扎克担任该机构的主任。
一战期间，科扎克再次被招入沙皇军队，在乌克兰一所战地医院担任医师。1917年，他来到基辅附近的避难营照顾儿童。在俄军服役结束后，他于1918年6月回到华沙。1918年11月11日，波兰宣布独立不久，科扎克回到军队。这次，他加入的是新成立的波兰军队。1919-1921年波苏战争期间，他在罗兹和华沙担任战地医院医生，并因工作出色被提拔为少校。

## 教育家

### 观点
科扎克在早期就关注与培养儿童相关的事务，并受到“新教育”理论和实践的影响。他强调与儿童对话的重要性。
他出版过与培养儿童教学有关的书籍，并在与儿童一起工作的过程中获得了一手经验。在两次世界大战期间，他曾在多所大学演讲。科扎克强调解放儿童，尊重儿童的权利。科扎克倡导应平等对待儿童与成年人，这个原则也应用在日常生活中：在科扎克的孤儿院里，儿童有自治的权力，管理自己的事务。
“孩子像成人一样有理解和推理的能力，只不过他们没有类似的经验而已。”
科扎克声称，孩子的空间应该是和他们的同龄人在一起，而不是呆在家里。他竭尽所能让孩子坚持自己的信念，让他们不断与人交往，为日后的成人生活做准备。他试图让孩子们的童年生活简单快乐——但这不意味着他们没有任何责任。他相信，孩子们应该切身感受周围的环境，并独立地做出自己的判断。“孩子不是特殊的一类人，他们也是人。” 科扎克曾写道。
科扎克把他接触到的每个孩子都视作自己的亲生孩子。他随后的行为证实了他的这种态度。他不会将自己照顾的孩子分门别类加以特殊照顾。他不认为传统的家庭结构在社会纽带中是最重要和最基础的。他也不认可家庭在保守的天主教和传统的犹太环境中所扮演的角色。
科扎克教育理念中的关键原素是：
- 反对语言和肢体暴力;
- 成人与孩子之间的教育互动;
- 相信孩子和成人都是人类;
- 教育过程应考虑每个孩子的个体特征;
- 相信最熟悉孩子需要的人是孩子自己，因此成人应将这点考虑进去;
- 赋予孩子们尊重自己意见和财产的权利;
- 将孩子们的进步视作努力的工作

### 当前看法
如今，雅努什·科扎克被认为是众多教育潮流的先锋。科扎克对儿童权利的理解已成为许多当代作家的参考 。科扎克相信：“改革世界就要改革教育。” 科扎克被认为是“道德教育”的先驱之一，他的教学理念是以实践为基础的。尽管他十分熟悉当时的教学潮流，但他在教学中却反对死板的教条主义 。科扎克认为自己不属于任何一个政治和教育派别。
尽管如此，科扎克被认为是多个潮流的前辈。科扎克和保羅·弗雷勒（Paulo Freire）在学校民主和对话理论上拥有相似的观点。科扎克培养孩子的方法对二战后儿童立法方面产生了深远的影响。波兰为1959年发表的《儿童权利宣言》做了许多准备工作，并起草了《儿童权利公约》文件框架，该公约于1989年被联合国大会所采纳。

## 孤儿之家与我们的家
科扎克和Stefania Wilczynska共同创立了“孤儿之家”—一所为华沙犹太儿童创办的孤儿院。1912年10月7日，该机构开始运营，科扎克担任主任职务。科扎克在该机构任职三十年。1940年10月末11月初，孤儿院迁到Chłodna大街的犹太人区。科扎克来到当地政府部门，抗议搬迁，遭到逮捕。纳粹分子将他关在Pawiak 监狱，数週后，科扎克被保释出狱。
自1919年起，科扎克和Maria Falska共同管理另一家波兰儿童照料机构——“我们的家”孤儿院。最初，孤儿院位于华沙Pruszków，1928年后，机构搬迁到华沙别拉尼（Bielany）区。在“我们的家”孤儿院，教师采用了富有创新性的教学方法。这两家孤儿院的孩子年龄在7岁到14岁之间。孤儿院的管理理念是鼓励孩子们自己管理自己，这里有“议会”、“法院”、“报社”、“公证处”等机构。1925年11月11日（即波兰独立日），科扎克被授予“波兰重生十字勋章”。

## 作家 宣传家 电台记者
1896年9月26日，科扎克在周刊《Kolce》中首度与读者见面。作为一名初中生，科扎克不能在刊物上公开发表文章，所以他借用了笔名"Hen."或后来的Hen-Ryk和“老医生”等。“科扎克”这个笔名于1898年开始使用，并越来越被人熟知，甚至超过了作者的真实姓名。1898-1901年，他出版了《每个人的阅览室》。自1900年起，科扎克开始用“科扎克”出版作品，并用这个名字和私人朋友通信。从1901年开始，他开始在杂志上发表专栏文章。
科扎克一生中写了24本书和1400余篇文章。教学文章包括：《如何爱一个孩子》 (1920)、《教育时刻》 (1924)、《当我再次成为小孩》 (1925)等。在儿童读物中，《马特国王一世》和《孤岛上的马特国王》深受欢迎，被翻译成20多种文字。
1937年，科扎克被波兰文学研究院授予学术金奖，以表彰他在文学方面做出的贡献。在二战期间，他保持写日记的习惯，记录下他所处的环境和战争经历。
在教育领域里，科扎克采用了当时最流行的方法。他创办了青少年报刊《小回顾》 (1926-1939)。该周刊是华沙报刊《我们的回顾》的补充。1926年10月9日，首刊与读者见面。从1930年开始，Jerzy Abramov开始担任报刊的编辑，他也是科扎克的秘书。
20世纪30年代，反犹太情绪严重，尽管如此，这份报刊依然坚持发行。1939年9月1日，报刊停止发行。
作为一名出色的教育工作者，“老医生”在电台开展了一系列活动。他有自己独特的和年轻听众谈话的方式，向他们传授重要的事情。1936年，由于日渐增长的反犹情绪和与之相关的外部压力，“老医生”的教育节目从电台上撤了下来。两年后，科扎克回到节目中，和波兰电台的听众们对话。

## 二战犹太人隔離區最后的比赛
二战爆发后，作为波兰军官的科扎克志愿加入军队服役，但因年龄不符合要求被拒。他在华沙犹太人隔離區度过了有生之年的最后几个月。友人曾帮助他伪造证件，以便逃离犹太隔離區，但科扎克予以拒绝。在隔離區裡，他恢复了写日记的习惯。整整两年，他没有写过任何东西，他把时间都投入到照顾孤儿院的孩子上。1958年，这本日记在华沙首度出版。日记的最后一篇写于1942年8月4日。
1942年8月5日（或6日），犹太人隔離區被德国纳粹分子包围。科扎克带领孩子们在从聚集区前往烏姆斯納(Umschlagplatz)车站，在那里，他们将被押往死亡集中营。队伍中包括了大约200名儿童和数十名教师。孩子们紧紧靠在一起，手里举着马特国王一世的旗帜。马特国王一世是他们的老师编写的小说中的英雄。每个孩子手里都拿着他们最喜欢的玩具和图书。走在队伍最前面的男孩子们还拉着小提琴。在特雷布林卡，雅努什·科扎克和这群孩子在集中营里惨遭杀害。
1948年，科扎克在死后被授予波兰复兴骑士十字勋章。

## 身份
雅努什·科扎克既是波兰人，也是犹太人。他努力将波兰人和犹太人联系得更加紧密。他的母语是波兰语，也是他写作的语言。20世纪30年代，科扎克开始学习希伯来语。也就是在那个时候，他对犹太复国运动产生了兴趣，与犹太复国青年组织合作，参加论坛。在那段时间里，他经历了个人和职业生活中的危机。从某种意义上讲，1934年和1936年两度前往巴勒斯坦化解了他的危机。

## 著作
- 《如何愛孩子：波蘭兒童人權之父的教育札記》（Jak kochać dziecko），2016年, 林蔚昀翻譯，繁體中文由心靈工坊出版，ISBN 978-986-357-074-5
- 《麥提國王執政記》（Król Maciuś Pierwszy）, 2018年, 林蔚昀翻譯，繁體中文由心靈工坊出版，ISBN 978-986-357-128-5
- 《當我再次是個孩子》（Prawo dziecka do szacunku），2019年， 林蔚昀翻譯, 網路與書出版，ISBN 978-986-976-033-1
- 《麥提國王在無人島》（Król Maciuś na wyspie bezludnej），2019年, 林蔚昀翻譯，繁體中文由心靈工坊出版，ISBN 978-986-357-164-3

## 电影
- 1975年，Alexander Ford拍摄了一部德语影片《你自由了，科扎克医生》。影片讲述了科扎克生命中的最后几年，影片的科扎克由Leo Genn 扮演。
- 1990年安杰依·瓦伊达导演了影片《科扎克》。影片用非连贯的手法向观众呈现了科扎克医生的命运和纳粹德国对儿童犯下的罪行等。影片中的科扎克由Wojciech Pszoniak 扮演。

## 註解
1. ↑  一說1879年
2. ↑  一說64歲

## 延伸閱讀
- Bystrzycka, Anna. . Zwrot. July 2007: 30–31.
- Cohen, Adir. . Madison, NJ: Fairleigh Dickinson University Press. 1994. ISBN 978-0-838-63523-0.
- Joseph, Sandra (1999). A Voice for the Child: The inspirational words of Janusz Korczak. Collins Publishers.
- Lifton, Betty Jean (1988). The King of Children: The Life and Death of Janusz Korczak Collins Publishers.
- Mortkowicz-Olczakowa, Hanna (1961). Bunt wspomnień. Państwowy Instytut Wydawniczy.
- Parenting Advice from a Polish Holocaust Hero （页面存档备份，存于） from National Public Radio
- Lawrence Kohlberg (1981). The Philosophy of Moral Development: Education for Justice pp. 401–408. Harper & Row, Publishers, San Francisco.
- Mark Celinscak (2009). “A Procession of Shadows: Examining Warsaw Ghetto Testimony.” New School Psychology Bulletin. Volume 6, Number 2: 38-50.

## 外部連結
- Janusz Korczak Living Heritage Association （页面存档备份，存于）
- Ojemba Productions presents 'KORCZAK' at the Edinburgh Fringe Festival 2005!
- Korczak's Orphans opera （页面存档备份，存于） by Adam Silverman and Susan Gubernat
- I'm small, but important （页面存档备份，存于）, German Documentary by Walther Petri and Konrad Weiss
- Wiersz Kazimierza Dąbrowskiego "Wątek X - Janusz Korczak" Heksis 1/2010
- Janusz Korczak （页面存档备份，存于） at culture.pl
- 2012 - The Year of Janusz Korczak
- Catalog of Historic Medals Commemorating Janusz Korczak （页面存档备份，存于）

Template:Treblinka extermination camp
1. ↑  . OKAPI閱讀生活誌.   [2025-02-21] （中文（臺灣））.
2. ↑  聯合新聞網. . 倡議家.   [2025-02-21] （中文（臺灣））.